# Iskra II
L’Iskra II (« Étincelle » en polonais), est un trois-mâts goélette polonais. Il sert comme navire-école aux cadets de l'Académie navale de la marine polonaise.

## Histoire
Construit par les Chantiers navals de Gdańsk à Gdansk, comme le Pogoria, et le Fryderyk Chopin, il est venu remplacer l’ORP Iskra (1928-1976), désarmé après 50 ans de navigation.
Sa particularité est d'avoir des gréements différents sur chacun de ses mâts : le mât de misaine porte une voile carrée, le grand mât une voile aurique et le mât d'artimon une voile bermudienne. Ce mât sert aussi de cheminée.
Son gréement disparate (voir voile) est certainement un avantage pour son rôle d'école, même s'il nuit à l'élégance de sa silhouette.
Depuis 1987, l’Iskra II participe aux festivités internationales des Tall Ships' Races.